# دينيسي ييتس
دينيسي ييتس (بالإنجليزية: Dean Yates)‏ (26 أكتوبر 1967 بليستر في المملكة المتحدة - ) هو لاعب كرة قدم بريطاني في مركز الدفاع. لعب مع ديربي كاونتي ونادي واتفورد ونوتس كاونتي.

## وصلات خارجية
- دينيسي ييتس على موقع قاعدة بيانات كرة القدم.إي يو (الإنجليزية)
- دينيسي ييتس على موقع Soccerbase.com (لاعب) (الإنجليزية)
- دينيسي ييتس على موقع عالم كرة القدم.نت (الإنجليزية)